# Haploniscus procerus
Haploniscus procerus är en kräftdjursart som beskrevs av Wiebke Brökeland och Raupach 2008. Haploniscus procerus ingår i släktet Haploniscus och familjen Haploniscidae. Inga underarter finns listade i Catalogue of Life.